# Glenone
Glenone es una localidad situada en el distrito de Mid Úlster de Irlanda del Norte (Reino Unido), con una población en 2011 de 403 habitantes.
Se encuentra ubicada en el centro de Irlanda del Norte, en el condado de Londonderry, a poca distancia al norte del lago Neagh, el mayor de las islas británicas.